# Narodni konvent
Narodni konvent (francuski Convention nationale), skraćeno Konvent je naziv za ustavotvornu i zakonodavnu skupštinu Francuske u razdoblju francuske revolucije. Prvi put se sastala 10. kolovoza 1792. a s radom prestala 26. listopada 1795. U prvim godinama Prve republike je imala i izvršnu vlast. Znameniti članovi Konventa su bili Robespierre iz Kluba jakobinaca, Jean-Paul Marat i Georges Danton.